# Ködnitztal
Ködnitztal är en dal i Österrike.   Den ligger i förbundslandet Tyrolen, i den centrala delen av landet, 300 km väster om huvudstaden Wien.
Trakten runt Ködnitztal består i huvudsak av gräsmarker. Runt Ködnitztal är det ganska glesbefolkat, med 27 invånare per kvadratkilometer.